# Just Songeon
Pour les articles homonymes, voir Songeon.
Just Songeon, dit le Ptiout d'la Comba, né le 17 mai 1880 à la Combe de Sillingy et mort le 30 mars 1940 à Paris, est un poète et chansonnier français, ayant comme langue maternelle le savoyard, dialecte francoprovençal ou arpitan.

## Biographie
Communiste, instituteur à Annemasse, et bien que comprenant l'intérêt d'une langue véhiculaire nationale, il militait dans les années 1920 pour obtenir du gouvernement le droit d'enseigner aussi en patois savoyard (cf. Le ministre à transmis la plainte et le Cmaclie contr'attaque). Ses cendres ont été rapatriées au cimetière de la Combe en septembre 1976.
Songeon a participé à la Première Guerre mondiale, ce qui a inspiré plusieurs de ses textes, compilés dans le recueil au titre évocateur "Les coups d'mula du Ptiout d'la Comba" (la mula est la pierre qui sert à aiguiser la faux), réédité en 1980 par les Presses de Savoie à Ambilly. Il y relate entre autres dans Qu'on pouisse arémtâ n'tron çhapé, la manière préférentielle dont sont traités "les français de l'intérieur", notamment les lyonnais, par rapport aux savoyards, bénéficiant de permissions pour les fêtes de fin d'année, quand les savoyards devaient rester dans la boue des tranchées. Le style est toujours plein d'humour, même lorsqu'il traite de choses graves, sans jamais sombrer dans la victimisation, se plaçant ainsi dans le plus pur style savoyard.
Songeon, de passage à l'École Normale d'Instituteurs à Bonneville, exposa aux élèves-maîtres la place que pouvait prendre l'enseignement de l'histoire locale, le respect des traditions, dans l'exercice de la tâche qui les attendaient : "Et qu'est ce que la vie, si on ne la rattache au milieu où elle se déroule ? Ce milieu tient à nous par toutes nos fibres. Ces champs, ces vignes, ces forêts, ces montagnes et ce lac lointain, c'est tout cela notre vie et ce sont encore ces paysans en "brostou", ces paysannes en caraco qui s'en vont au marché... La langue dans laquelle ils expriment leurs souffrances et leurs joies, dans laquelle ils échangent leurs idées, notre patois, n'est pas langue morte, mais bien vivante et se renouvelle sans cesse...
"Nous sommes du peuple et nous sommes de notre temps. Il n'y a aucune honte à être Savoyards, à parler le patois et à aimer les "tartifles u barbot". Il n'y a pas d'art inférieur et la beauté est partout pour qui la veut chercher. Nous n'avons d'autre ambition que de chanter la beauté de notre pays, la beauté de l'humble vie quotidienne..."